# Падение напряжения
Падение напряжения — постепенное уменьшение напряжения вдоль проводника, по которому течёт электрический ток, обусловленное тем, что проводник обладает активным сопротивлением.
Под падением напряжения также понимают величину, на которую меняется потенциал при переходе из одной точки цепи в другую.
По закону Ома на участке проводника, обладающем активным сопротивлением {\displaystyle R}, не зависящим от величины приложенного напряжения, ток {\displaystyle I} создаёт падение напряжения {\displaystyle U=IR}.

## Падение напряжения на диоде
P–n-переходы в диодах, транзисторах, светодиодах при прямом смещении (протекании через p-n-переход прямого тока) дают характерное падение напряжения на переходе, причём это падение напряжения зависит от полупроводникового материала, точнее ширины его запрещённой зоны. Чем больше ширина запрещённой зоны, тем больше падение напряжения.
Для сравнения на рисунке приведены вольт-амперные характеристики кремниевого (ширина запрещённой зоны при 300 К 1,12 эВ) и германиевого (ширина запрещённой зоны при 300 К 0,661 эВ) выпрямительных диодов и прямые падения напряжения на них.